# جيري ريفرز
جيري ريفرز (بالإنجليزية: Jerry Rivers)‏ هو عازف كمان ‏ أمريكي، ولد في 28 أغسطس 1928 في ميامي في الولايات المتحدة، وتوفي في 4 أكتوبر 1996.

## روابط خارجية
- جيري ريفرز على موقع ميوزك برينز (الإنجليزية)
- جيري ريفرز على موقع أول ميوزيك (الإنجليزية)
- جيري ريفرز على موقع أول ميوزيك (الإنجليزية)
- جيري ريفرز على موقع ديسكوغز (الإنجليزية)